# Palazzo D'Alessandro
Palazzo D'Alessandro è un palazzo di Salerno, costruito nel XX secolo di fronte alla Stazione ferroviaria.

## Storia
Fu costruito nei primi anni del Novecento utilizzando le pietre derivanti dallo scavo della galleria elicoidale, nel tratto ferroviario che collega Salerno con la stazione di Cava de' Tirreni, posta a maggiore altitudine. Ha una pianta pentagonale con una corte all'interno. 
La facciata posta di fronte alla stazione ferroviaria ospita lo storico "Hotel Plaza" . Gli appartamenti dell'edificio destinati a civili abitazioni appartengono a tre condomini con ingresso rispettivamente da piazza Vittorio Veneto, da Corso Garibaldi e da Via Vicinanza, all'angolo del centralissimo Corso Vittorio Emanuele II (di cui costituisce il primo palazzo in direzione piazza Vittorio Veneto).
Il palazzo é sopravvissuto con pochi danni ai bombardamenti della seconda guerra mondiale, dove nel 1943 perirono circa seicento salernitani per la distruzione della attigua caserma Umberto I e delle vicine costruzioni nel centro di Salerno.